# Mónica Giménez Marqués
Mónica Giménez Marqués (Valencia, 1984) es una investigadora española especializada en el desarrollo de materiales híbridos porosos de tipo MOF (Metal Organic Frameworks) con aplicaciones en biomedicina, catálisis y medio ambiente.

## Trayectoria
Se licenció en Química en 2007 y, posteríormente, obutvo un Máster en Nanociencia y Nanotecnología en 2009, ambos en la Universidad de Valencia. En 2013, se doctoró en el campo del magnetismo molecular en el Instituto de Ciencia Molecular (ICMol) de la Universidad de Valencia, bajo la supervisión de los profesores Eugenio Coronado y Daniel Mínguez Espallargas, financiada por una beca FPU.
Durante su primer postdoctorado en 2014, trabajó en el Institut Lavoisier de Versailles, en Francia, donde investigó el uso de materiales porosos de tipo MOF en biomedicina, bajo la dirección de los profesores Christian Serre, Patrick Couvreur, y Patricia Horcajada. En 2015, obtuvo una beca Marie-Sklodowska Curie, lo que le permitió continuar sus investigaciones en el Institut des Matériaux Poreux de Paris, enfocándose en el desarrollo de MOFs heterometálicos para catálisis.
En 2018, regresó al ICMol como investigadora Juan de la Cierva Incorporación, destacando como la candidata mejor valorada en el área de Química. Un año más tarde, en 2019, fue seleccionada como Junior Leader Incoming Fellow por la Fundación "la Caixa", lo que le permitió iniciar su carrera independiente como investigadora principal. En 2020, fue nombrada investigadora Ramón y Cajal, posición que le ha permitido consolidar su grupo de investigación centrado en la síntesis y aplicación de materiales híbridos MOF.

## Reconocimientos
A lo largo de su trayectoria, ha recibido varios reconocimientos, entre los que destacan el Premio Talento Joven (2019), el Premio Científico-Técnico Ciudad de Algemesí (2019) y el premio de Investigadores Jóvenes de la Real Sociedad Española de Química (2021). Además, fue seleccionada para asistir a las Reuniones de Premios Nobel en Lindau en 2017, un foro científico para intercambiar ideas entre diferentes generaciones, culturas y disciplinas.